# Pseudochromis tauberae
Pseudochromis tauberae är en fiskart som beskrevs av Lubbock, 1977. Pseudochromis tauberae ingår i släktet Pseudochromis och familjen Pseudochromidae. Inga underarter finns listade i Catalogue of Life.